# باروویل
باروویل (به فرانسوی: Baroville) یک کمون (فرانسه) در فرانسه است که در اوب واقع شده‌است. باروویل ۱۷٫۳۲ کیلومتر مربع مساحت دارد ۲۱۹ متر بالاتر از سطح دریا واقع شده‌است.